# 竹田千代足
竹田 千代足（たけだ ちよたり、1859年8月23日（安政6年7月15日） - 1923年（大正12年）10月30日）は、日本の政治家。衆議院議員（1期）。

## 経歴
愛知県出身。愛知県養成学校(のち愛知第一師範学校、現・愛知教育大学)卒。戸長、六輪村(のち平和村、現・稲沢市)長、同村会議員、中島郡会議員、同参事会員、愛知県会議員、日光川倉庫(株)銀行頭取、尾三農工銀行、尾張銀行各取締役、名古屋米穀取引所監査役となる。
1904年の第9回衆議院議員総選挙において愛知県郡部から立憲政友会公認で立候補してトップ当選した。衆議院議員を1期務め、1908年の第10回衆議院議員総選挙は不出馬。1923年死去。